# Technoblade
Александър, по-известен като Technoblade, е американски ютюбър. Той е известен със своите Minecraft видеа и стриймове на живо, както и с участието си в Dream SMP. Към юли 2025 г., каналът на Technoblade има повече от 20,7 милиона абонати и 1,97 милиона гледания. Почива на 30 юни 2022 от рак (дедиференциран сарком на меките тъкани).

## Детство
Александър споделя в „Туитър“, че живее в Сан Франциско. Той страда от синдром на дефицит на вниманието и хиперактивност. Александър има две по-малки сестри и един по-малък брат. Родителите му се развеждат преди шестнадесетия му рожден ден. От втория брак на баща му със Стейси Стрийт има една доведена по-малка сестра. Александър прекарва детството си, редувайки да живее при двамата си родителя.

## Кариера
Александър създава „Ютюб“ канала Technoblade на 28 октомври 2013 г. Неговото съдържание е базирано основно върху видеоиграта Minecraft и посещава световноизвестния сървър Hypixel. Миниигрите на Hypixel като BedWars и SkyBlock също са обект на по-голямата част от съдържанието на канала. Неговата популярност се покачва сериозно през 2019 г. заради многобройни победи в турнира на Keemstars Minecraft Monday. От време на време участва в турнира, познат на играчите като Minecraft Championship с други ютюбъри и е описан от Кейл Майкъл от Dot Esports като „един от най-добрите играчи на Minecraft в създаването на пространствено съдържание, особено когато става дума за PvP (играч срещу играч) събития“. Александър също е част от Dream SMP сървъра като една от най-изтъкнатите фигури. Към момента на смъртта му 30 юни 2022 г. неговият канал в „Ютюб“ наброява 10,8 милиона абонати.
Александър има съперничество на приятелски начала с колега Minecraft ютюбър Dream, основател на Dream SMP. Оспорва се кой от двамата да бъде удостоен с титлата „Най-добър Minecraft играч“ в цялата фенбаза. На 31 юли 2020 г., MrBeast споменава в „Туитър“, че би искал да организира дуел между Dream и Technoblade с награда от $100.000 за печелившия. Дуелът се състои на 27 август 2020 и видеото бива публикувано два дни по-късно на гейминг каналът на MrBeast. Technoblade побеждава Dream с 6/10 спечелени индивидуални дуели, но двамата ютюбъри си поделят парите 50-50 по предварителна уговорка. В отговор на диагностицирането на Александър с рак в края на август през 2021 г. Dream дарява 21 409 щатски долара за изследване на рак, същата бройка, която неговият отбор печели във вид на монети по време на шестнадесетото провеждане на състезанието Minecraft Championship.

## Личен живот
Голяма част от личния живот на Александър остава неизвестна. По негово собствено признание той казва, че се е пошегувал със своите зрители, подвеждайки ги с неверни подробности около личния си живот и веднъж заблудил публиката си, че името му е „Дейв“. Този псевдоним е приет като неговото истинско име преди видеото, обявяващо смъртта му.
Битката на Александър с рака е по-рано разгласена сред неговата фенбаза. На 28 август 2021 г. е качено видео, разкриващо, че той е диагностициран със сарком след продължителни болки в дясната си ръка. Химиотерапията и радиотерапията се оказват неуспешни, след като терапевтът заявява, че ръката му евентуално ще бъде ампутирана. През декември 2021 г. Technoblade се подлага успешно на операция за спасяване на крайника.

## Смърт и след това
На 30 юни 2022 г. е качено видео в „Ютюб“ канала на Technoblade, в което баща му обявява, че е починал, след като губи битката с метастазиралия рак. Той прочита послание от сина му, написано в последните часове преди смъртта му, в което Technoblade заявява, че приходите от мърчандайзинга ще отидат към фондация „Саркома“. Видеото приключва с писмо от майката на Technoblade.